# Perdita nigrocincta
Perdita nigrocincta är en biart som beskrevs av Timberlake 1958. Perdita nigrocincta ingår i släktet Perdita och familjen grävbin. Inga underarter finns listade i Catalogue of Life.